# 景福珠寶金行械劫案
景福珠寶金行械劫案於1988年4月16日於香港發生，4名劫匪持械行劫位於旺角彌敦道610號地下景福珠寶金行，掠奪了市場價值1百萬港元的金飾及名貴手錶。劫匪於逃走時與兩名軍裝巡邏小隊警務人員相遇，並且爆發槍戰。

## 經過
其中警署警長連開4槍，一名劫匪中槍身亡，另一名劫匪則受傷，第3名疑匪則當場被捕，第4名亦則負責駕駛賊車的疑匪則逃脫。期後，警隊起回被劫金飾。